# Lovemaker
Lovemaker is een single van de Nederlandse band Heart. Het werd uitgebracht als losse single. Heart is nooit aan de opnamen van een muziekalbum toegekomen. Na het verschijnen van deze single ambieerde Patricia Paay een solocarrière beginnende met het album Beam of light geproduceerd door Steve Harley. Heart viel uit elkaar.
De muziek van de B-kant, Beautiful woman, was te horen in de televisieserie Waaldrecht.

## Hitlijsten
De single haalde de Nederlandse Top 40, dat in tegenstelling tot voorgangers Hang on / Sister (wel tipparade) en Stronger.

## Hitnotering

### Nederlandse Top 40
| Hitnotering: 27-07-1974 t/m 17-08-1974 | Hitnotering: 27-07-1974 t/m 17-08-1974 | Hitnotering: 27-07-1974 t/m 17-08-1974 | Hitnotering: 27-07-1974 t/m 17-08-1974 | Hitnotering: 27-07-1974 t/m 17-08-1974 | Hitnotering: 27-07-1974 t/m 17-08-1974 |
| Week:                                  | 1                                      | 2                                      | 3                                      | 4                                      |                                        |
| -------------------------------------- | -------------------------------------- | -------------------------------------- | -------------------------------------- | -------------------------------------- | -------------------------------------- |
| Positie:                               | 28                                     | 28                                     | 28                                     | 37                                     | uit                                    |